# 盜馬記
《盜馬記》（英語：Horseplay）是一部於2014年3月上映的香港電影，由李志毅擔任執導，由梁家輝、鄭伊健及陳慧琳領銜主演。《盜馬記》於2013年拍攝，全程在捷克布拉格及倫敦取景。

## 劇情
電視台女主持夏梅（陳慧琳飾）到倫敦採訪文物走私案，遇上了千面大盜九尾孤（梁家輝飾）和潦倒警官張浩（鄭伊健飾）。九尾孤要偷一匹「唐三彩陶馬」, 夏梅要採訪，張浩則靜待捕捉九尾孤的時機。三人目標不同，為了奪回彩陶卻要互相合作，過程還惹來九尾狐的仇家追捕。一段從倫敦走到布拉格古城的爆笑離奇冒險，充滿波希米亞的神秘，過程刺激、凶險又不失輕鬆搞笑。

## 演員
| 角色          | 演員       | 暱稱 / 身份            |
| 李旦          | 梁家輝     | 九尾狐 百變大盜        |
| 張浩          | 鄭伊健     | 督察                   |
| 夏梅          | 陳慧琳     | 話梅 電視台主持        |
| 尚環          | 曾志偉     | 古董鑑定專家           |
| 董燕          | 王祖藍     | 古董鑑定專家、尚環師弟 |
|               | Mandy Lieu | 雙胞胎殺手             |
| Butch         | 王槊       | 李旦徒弟               |
|               | 王紫逸     |                        |
| 黃Sir         | 廖啟智     | 警察、張浩前上司       |
| 林綺華（Eva） | 車婉婉     | 電視台主持             |
|               | 黎芷珊     | 電視台主持             |
|               | 陳瀅       | 李旦之女               |

## 發行

### 相關活動
- 2014年1月30日，陳慧琳、梁家輝在中央電視台春晚上首度演唱本電影國語版主題曲《最好的夜晚》，是該曲首度曝光，其後國、粵兩版亦於網上發布。
- 2014年2月16日，梁家輝,鄭伊健,陳慧琳出席於北京中奧馬哥孛羅酒店舉行新聞發佈會
- 2014年3月4日，陳慧琳、鄭伊健錄影湖南衛視節目《快樂大本營》爲本戲宣傳，演唱《最好的夜晚》。該節目於3月15日播映。
- 2014年3月16-24日於北京、上海、廣州、深圳、鄭州、南京、成都、武漢、香港舉行新聞發布會及首映見面會。

## 外部連結
- 香港影庫上《盜馬記》的資料（繁體中文）
- 互联网电影数据库（IMDb）上《盜馬記》的资料（英文）